# شون بيكرينغ
شون بيكرينغ (بالإنجليزية: Shaun Pickering) هو منافس ألعاب قوى بريطاني، ولد في 14 نوفمبر 1961.

## وصلات خارجية
- شون بيكرينغ على موقع الاتحاد الدولي لألعاب القوى (الإنجليزية)
- شون بيكرينغ على موقع أوليمبيديا (الإنجليزية)
- شون بيكرينغ على موقع اللجنة الأولمبية البريطانية (الإنجليزية)